# Seven Samurai 20XX
Seven Samurai 20XX es un videojuego de acción programado por la compañía Dimps y editado por Sammy. Fue lanzado para la consola PlayStation 2 en el año 2004 y fue distribuido en Europa por Atari.
El argumento de este videojuego está inspirado (que no basado) en la célebre película Los siete samuráis de Akira Kurosawa. Este título abandona la ambientación medieval japonesa para trasladarnos a una ciudad futurista. Dicha ciudad se encuentra bajo el constante ataque de una raza de mutantes llamados Humanoides, los cuales arrasan con todo a su paso. En esta ciudad se encuentra Natoe, el samurái rōnin protagonista, un joven bien entrenado en kenjutsu (el arte marcial japonés de la espada). Tras salvar a un pequeño grupo de ciudadanos, estos le piden que por favor les ayude a proteger la ciudad, pero este al principio rechaza. No obstante, ante la insistencia de los habitantes de la ciudad, acaba accediendo y enseguida parte en busca de un grupo de siete samuráis para organizar la defensa de la ciudad.
Hisao Kurosawa (representando a Kurosawa Production, además de ser hijo de Akira Kurosawa) ejerció de supervisor del desarrollo del título. También hay que destacar que Ryuichi Sakamoto compuso dos canciones en exclusiva para este juego. Por último, tenemos al genial ilustrador francés Jean Giraud (conocido también por su alias de Moebius), que se encargó de diseñar a todos los personajes de Seven Samurai 20XX.
- Datos: Q3480792